# Sekiro: Shadows Die Twice
A Sekiro: Shadows Die Twice egy japán akció-kalandjáték, amelyet a FromSoftware fejlesztett, és az Activision adott ki. A játék egy Szekiro néven ismert sinobit követ, aki egy szamuráj-klánon kísérel meg bosszút állni, miután megtámadták és elrabolták urát. 2019 márciusában jelent meg Microsoft Windows, PlayStation 4 és Xbox One platformokra, továbbá Stadiára 2020 októberében.
A játékmenet a lopakodás, a felfedezés és a harc köré épül fel, különösen nagy hangsúlyt fektetve a boss harcokra. A játék egy fikcionalizált, a hadakozó fejedelemségek korát (Szengoku-kor) élő Japánban játszódik, illetve erős utalásokat tesz a buddhista mitológiára és filozófiára is. A játék készítése közben Mijazaki Hidetaka rendező egy új szellemi alkotást szeretett volna kreálni, amely eltávolódást képez a szintén FromSoftware-fejlesztette Souls játékszériától, és olyan játéksorozatoktól szerzett inspirációt, mint a Tenchu, vagy a The Mysterious Murasame Castle.
A Sekiro elismerésben részesült a kritikusoktól, akik dicsérték játékmenetét és a a játékvilág kivitelezését, emellett a Souls játékokhoz hasonlították, habár a nehézsége kapcsán nem volt konszenzus. Számos díjra jelölték a játékot, és többet meg is nyert, pl. a The Game Awards Év Játéka díját is. 2020 Júliusára több, mint 5 millió példány kelt el a játékból. 2020 októberében egy ingyenes frissítés keretei közt újabb tartalmakat adtak a játékhoz, köztük egy boss rush játékmódot.

## Játékmenet

Képernyőkép a játék egyik boss harcáról

A Sekiro: Shadows Die Twice egy harmadik nézetből játszott akció-kalandjáték. A FromSoftware Souls sorozatához viszonyítva a játék kevesebb szerepjáték-elemet tartalmaz, hiányolva a karakterkészítést és a különböző statisztikák fejlesztését, továbbá multiplayer funkciók sincsenek a játékban. Azonban rendelkezik felszerelés-fejlesztéssel, készségfával és képességek korlátozott személyre szabásával. A Sekiro-ban a támadások ahelyett, hogy az ellenfelek HP-jának csökkentése felé irányulna, a testtartásuk stabilitását és egyensúlyukat támadjuk katanánkat felhasználva, ami végső fokon alkalmat ad egy halálos csapásra. A játék lopakodás-elemeket is tartalmaz, amelyek lehetővé teszik a játékosok számára, hogy egy csapásra likvidáljanak bizonyos ellenfeleket, ha észrevétlenül közelükbe tudnak férkőzni. Emellett a játékos karaktere többféle eszközt használhat fel a harc és a felfedezés során, például egy csáklyát. Ha a játékos karaktere meghal, ellenőrzőpontoknál való újraéledés helyett helyben feléledhetnek, feltéve, hogy rendelkeznek "feltámadás erővel", amit ellenfelek legyőzésével lehet visszanyerni elhasználás után.

## Cselekmény
A hadakozó fejedelemségek kora után Asina Issin hatalma alá vonta Ashina területét. Ebben az időszakban egy Bagolyként ismert vándorló sinobi örökbefogadott egy névtelen árvát, akit Farkasnak keresztelt és megtanította a sinobik művészetére. Két évtizeddel később Ashina az összeomlás szélére került, mivel az immár öreg korú Issin megbetegedett, a Belső Minisztérium - Egy csoport, amelynek célja Japán egyesítése. - pedig lassan közelednek. Családja megmentésének érdekében Issin adoptált unokája, Genicsiró kétségbeesetten próbálja megkaparintani az "isteni örökös" Kuro vérét, aminek "sárkány-örökségét" felhasználva egy halhatatlan hadsereget akar létrehozni. Farkas, aki ekkorra képzett sinobivá, és Kuro testőrévé vált, megküzd Genicsiróval, de elveszíti a párbajt, illetve a bal kezét, Genicsiró pedig elrabolja a fiút. Azonban mivel Farkas maga is halhatatlan, így túléli a párbajt. Ezután megtalálja őt egy "Szobrász" névre hallgató visszavonul sinobi, aki ápolja és megajándékozza egy speciális sinobi műkarral.
Azért, hogy meg tudja menteni Kurót, Farkas lerohanja az Asina Kastélyt, eközben pedig rákényszerül, hogy szembenézzen saját múltjával: három évvel ezelőtt, Kuro szülőhelyét, a Hirata-birtokot kirabolta egy csapat haramia Farkas volt tanítója, Pillangó Asszony vezetésével, aki Kurót próbálta elrabolni. Farkas képes volt legyőzni Pillangó Asszonyt, azonban egy ismeretlen támadó hátba szúrta őt győzelme után, túlélését pedig csak annak köszönhette, hogy Kuro megosztotta vele a sárkány örökségét, ezáltal halhatatlanná téve őt. Eközben a jelenben Farkas ismét szembeszáll Genicsiróval, és győzedelmeskedik, viszont Genicsiró iszik a sárkány örökségének mesterséges utánzatából, a fiatalító vizekből, így túléli a küzdelmet, majd elmenekül. Kuro ezután megkéri Farkast, hogy végezze el a "halhatatlan elvágás" rituálét, amely Kuro halálát eredményezné, és megakadályozná, hogy mások a halhatatlanságáért harcoljanak. Farkas vonakodva, de elfogadja Kuro kérését, és elindul megszerezni a rituáléhoz szükséges tárgyakat. Farkas küldetése közben találkozik Issinnel is, aki új nevet ad neki: "Szekiro", azaz "egykarú farkas".
Szekiro Bagollyal találja szembe magát, miután az összes komponenst megszerezte a rituáléhoz. Kiderül, hogy az évekig halottnak hitt Bagoly szúrta hátba a Hirata-rabláskor. Bagoly elárulja Szekironak, hogy ő is a sárkány örökségét akarja megszerezni és megparancsolja neki, hogy tagadja meg Kurót. Ha Szekiro Bagoly oldalára áll, Issin orvosával, Emmával kell megküzdenie, majd magával Issinnel is. Miután legyőzte őket, Szekiro elárulja Baglyot, Kuro pedig rájön, hogy Szekirot megrontotta a vérszomj, ez a "Sura" befejezés. Ha Kuro mellé áll Szekiro, akkor megküzd Bagollyal és megöli őt. Ezután belép az isteni birodalomba, hogy megszerezze a rituáléhoz szükséges utolsó tárgyat. Amint visszatér Asinába, megtudja, hogy Issin belehalt betegségébe, a kastély pedig a Belső Minisztérium támadása alatt van. Végül Szekiro megtalálja Kurót, akit Genicsiró ismét megpróbál elrabolni, Genicsiró azonban párbajra hívja Szekirót, és ismételten veszít. Elismervén, hogy Asina elveszett, Genicsiró saját életének árán feltámasztja Issint egy rituálé segítségével annak reményében, hogy nagyapja vissza tudja hozni a klánt. Habár nem ért egyet Genícsiro módszereivel, Issin tiszteletben tartja unokája utolsó kívánságát és megküzd Szekiróval.
Issin legyőzése után három lehetséges befejezése van a történetnek. A "halhatatlan elvágás" rituáléjának elvégzésével az alap befejezés elérhető, ahol a sárkány öröksége eltávolításra kerül Kuro életének árán. Ezután, a Szobrász mintájára Szekiro visszavonul a sinobi élettől és Buddha-szobrok faragásával tölti hátralévő napjait. Ha Emmával együttműködve Szekiro megtalálja a halhatatlanság elvágásának alternatív módját, az a "Megtisztulás" befejezést eredményezi, ahol Szekiro önmagát áldozza fel Kuro helyett. Az utolsó befejezés, "a sárkány hazatérése" akkor elérhető, ha segítünk a "fiatalító vizek isteni gyermeke" nevű karakternek. Kuro teste meghal, de a szelleme tovább él az isteni gyermekben, aki útnak indul Szekiroval, hogy visszajuttassák a sárkány örökséget oda, ahonnan származik.

## Fejlesztés
A Sekiro fejlesztése 2015 végén kezdődött, a Bloodborne letölthető kiegészítője, a The Old Hunters befejezését követően. A játékot egy teaser trailer formájában jelentették be a 2017-es The Game Awards díjátadón decemberben, a játék alcímét (Shadows Die Twice) mutatva. A játék teljes címét a 2018-as E3 alkalmával, a Microsoft konferenciáján fedték fel, mint Sekiro: Shadows Die Twice. Mijazaki Hidetaka rendezésében fejlesztette a japán FromSoftware nevű fejlesztőstúdió, akik leginkább a Souls sorozatról, illetve a Bloodborne-ról ismertek. A játékot az Activision adta ki nemzetközileg, míg a FromSoftware önmaga adta ki Japánban, az Ázsia-csendes óceáni régióban pedig a Cube Game felelt a kiadásért. A Sekiro zenéjét Kitamura Juka szerezte, bizonyos mértékű hozzájárulással Aszakura Norijukitól. A játék Playstation 4, Windows, illetve Xbox One platformokra jelent meg 2019 március 22-én. Ugyanezen a napon jelent meg egy gyűjtői kiadása a játéknak, amely tartalmazott egy acéldobozt, a főszereplő akciófiguráját, egy, a játék konceptuális művészetét tartalmazó kiskönyvet, a játék világának térképét fizikai formában, a játék zenéjének letöltőkódját, illetve a játékbeli pénzérmék replikáit. 2020 végén portolták a játékot Stadia-ra.
A Sekiro a Tenchu lopakodás-akció játéksorozattól vesz inspirációt, amelyet részben a FromSoftware fejlesztett, és ők is adták ki. A csapat eleinte megfontolta, hogy a Tenchu folytatásaként fejlessze a játékot. Azonban, mivel azt a sorozatot több más stúdió megváltoztatta mielőtt megszerezték volna hozzá a jogokat, úgy döntöttek, inkább más irányban viszik tovább a projektet. Mijazaki szándéka szerint a harcrendszerbeli változások a "kardcsattanás" érzését adták át, ahogy a harcosok lehetőséget keresnek egy halálos végső csapásra. Mijazaki és csapata emellett egy teljesen egyjátékos élményként készítették a játékot, mivel úgy gondolták, a többjátékos mód korlátozásokkal járt, amelyeket el akarta kerülni.
A "Szekiro" szó (隻狼) a "Szekivan no ró" (隻腕の狼 - Egykarú farkas) rövidítése. A "Shadows Die Twice" alcímet eleinte csupán a teaser trailer szlogenjének szánták, azonban az Activision indítványozta, hogy a játék végleges címében is szerepeljen. Annak ellenére, hogy a játék a valódi japán történelem Szengoku-korában játszódik, egyetlen történelmi személy vagy hely sem jelenik meg a játékban. 2020. Október 31-én egy ingyenes "év játéka" frissítés jelent meg a játékhoz új tartalmakkal, például a játékos karakter esztétikai személyre szabása, és egy boss rush játékmódot.

## Fogadtatás
A Metacritic kritikai aggregátor szerint a Sekiro "egyetemes elismerésben" részesült a PlayStation 4 és Xbox One verziók esetében, A Windows verzió pedig "általánosan kedveltnek" minősült. Számos kritikus dicsérte a játék harcrendszerét, amiért eltávolodott a FromSoftware hasonló játékainak stílusától. A Destructoid-nak írt bemutatójában Chris Carter a nyílt harcot "egy keringőhöz hasonlóként" írta le, és dicsérte a harc megközelítésének változatosságát, írása szerint a játékosoknak több lehetőségük van, mint a Dark Souls-ban vagy a Bloodborne-ban. Brandin Tyrell az IGN-től a játék "másodperc-töredékes kardforgatását" dicsérte, és annak ellenére, hogy "a Sekiro időzítésre alapozott, célpont-orientált és csapásokra, illetve vágásokra épülő harcrendszere bármelyik Souls veteránnak ismerős lesz", a játék "biztonságérzete" miatt a harc "frissítőnek és újnak" érződik. A PC gamer újságírója, Tom Senior "gyönyörűnek" nevezte a harcot és dicsérte a testtartás-rendszert, írása szerint "ahelyett, hogy apránként szednénk le életerő-pontokat, amíg az ellenfél térdre kényszerül, a testtartás-métert gyűrjük le ütésekkel és tökéletes hárításokkal amíg lehetőség nem nyílik egy kivégző csapásra". Állítása szerint a rendszer megragadja a boss legyőzésének katarzisát, és egyetlen másodperc-töredékbe összpontosítja". Egy, a GameSpot-nak írt bemutatójában Tamoor Hussain azt írta, hogy a Sekiro "átírja a harcba szállás szabályait", állítása szerint amíg az előző FromSoftware játékok gyors döntéshozást követeltek, a Sekiro "messzebbre viszi a harc által megkövetelt dolgokat", mint eddig valaha. A kritikusok a feléledés mechanizmusát - Carter "zseniális"-nak nevezte - és a lopakodás lehetőségeit is dicsérték, amelyek anélkül adtak szabadságot a játékosnak, hogy az frusztrációba süllyedt volna.
| Aggregált pontszám | Aggregált pontszám                     |
| Aggregátor         | Pontszám                               |
| ------------------ | -------------------------------------- |
| Metacritic         | (PC) 88/100 (PS4) 90/100 (XONE) 91/100 |
| Kritikai verdiktek |                                        |
| Portál             | Pontszám                               |
| Destructoid        | 9/10                                   |
| EGM                | 4/5                                    |
| Eurogamer          | 9/10                                   |
| Famitsu            | 37/40                                  |
| Game Informer      | 9/10                                   |
| GameSpot           | 9/10                                   |
| GamesRadar+        | 4/5                                    |
| IGN                | 9.5/10                                 |
| OPM (UK)           | 9/10                                   |
| PC Gamer (US)      | 92/100                                 |
| USgamer            | 4/5                                    |
| VideoGamer.com     | 10/10                                  |

A pályatervezés szintén elismerésben részesült. Különösen ki lett emelve a játékos megnövelt vertikalitásának, amely a csáklyának és egy külön ugrás gomb jelenlétének köszönhető. Tyrell írása szerint a csáklya hatása "továbbgyűrűzik a játékmenet más részeire", illetve azt is leírta, hogy "Miközben az előző Soulsborne játékok karakterei erősen a földbe gyökerezettek voltak, lassan folyosókon átvánszorogva és létrákat mászva, addig a Sekiro pályatervezésének lehetősége van sokkal vertikálisabbnak lenni". Carter írása szerint a csáklya egy "vertikálisabb és bizonyos esetekben a felfedezés szempontjából nagyobb kihívást jelentő pályát" biztosított. Senior írása szerint a játék "Egy óriási összekötött világ helyett, méretes, de különálló zónákat alkalmazott", azonban dicsérte a "számos titkot, amelyek épp a fő útvonal mentén lettek elrejtve, és gyakran a remek csáklyával elérhetőek, amely lehetővé teszi a faágak és háztetők közti ugrásokat". Magukat a pályákat is dicséretek érték, Hussain véleménye szerint "az épületek elhelyezése a felfedezést és a felderítést ösztönzik azáltal, hogy az épületek falai éppen hogy nem érintkeznek, így lehetséges egyikről a másikra szökkenni és megfigyelni minden szöget, továbbá a szerteágazó útvonalak "Az ismeretlenbe kalandozás és az ismerősbe való újra kiemelkedés elégedettségérzetét eredményezik".
Az online többjátékos mód hiányára ambivalens reakciók érkeztek. Több kritikus megjegyezte, hogy ennek köszönhetően lehetett teljesen megállítani a játékot, amely dicséretet nyert. Azonban Tyrell elmondása szerint "hiányolta a játékvilágban más játékosok által hagyott jegyzeteket, amelyek felhívják figyelmünket a közelben lévő fenyegető, vagy elrejtett dolgokra, illetve a tudatot, hogy veszély közeleg mögöttünk egy megszálló játékos formájában", amelyek meghatározták a "Soulsborne" játékok élményét. Észrevette a "PvP harcok hiányát is, amely az újonnan nagy hangsúlyt kapó képesség-alapú kardforgatás nem megfelelő kihasználásának tűnt", és amellett érvelt, hogy a hárítás és védekezés mechanikái illettek volna az online játékhoz.
A többi FromSoftware játékhoz hasonlóan a játék magas nehézségi szintje megosztotta a játékosokat és újságírókat. Több kritikus dicsérte a nehézséget, Senior "brutálisnak" és "látványosnak" titulálta. Hussain írása szerint a játék "bünteti a botlásokat" és "illik az egy bizonyos temperamentummal és egy nagyon jellegzetes, kissé mazochista ízléssel megáldott játékosokhoz", de amellett érvelt, hogy a győzelem "intenzív" és "örömteli". Tyrell írása szerint a játék harcrendszerének elsajátítása egy "meredek tanulási görbe", viszont úgy gondolta, hogy a harc "valamivel könnyebb, mint elődei", ennek ellenére még mindig biztosította azt az érzést a kemény győzelmek után, hogy "te vagy a legnagyobb kardforgató, aki valaha élt". Azonban több újságíró túl keménynek találta a játékot, a Spinoff-nak író Dan Rowe "őrjítőnek" nevezte, írása szerint 6 óra után sem tudta szórakoztatónak tartani a játékot. Dave Thier, a Forbes újságírója kritizálta a FromSoftware azon döntését, miszerint csak egy nehézségi fokozatot tettek a játékba, azt állította, hogy hozzáférhetetlenné tette a rosszabb képességű játékosok számára. Érvelése szerint a fejlesztőcsapatnak "tisztelnie kellene játékosait" azzal, hogy egy könnyebb nehézségi fokozatot tesznek a játékba. Néhány nappal a játék megjelenése után hackereknek sikerült olyan modokat készíteni a játékhoz, amelyekkel könnyebbé lehet tenni a játékot azáltal, hogy csökkentik a játékos karakterének gyorsaságát magához a játékhoz képest. A PC Gamer James Davenport-ja elmondta, hogy a játék utolsó boss harca túl nehéz volt számára, így csak az említett szoftverrel tudta legyőzni azt.

### Eladások
A megjelenése napján a Sekiro több, mint 108,000 játékost számolt egy időben Steamen, amely vezető szám volt a 2019-es január-márciusi időszakban, és a japán játékok közt a harmadik legnagyobb játékosszám a platform történetében a Monster Hunter: World és a Dark Souls III után. Március későbbi részében 125,000 felé emelkedett az egy időben számolt játékosszám, ezáltal az egyik legtöbbet játszott játék volt a platformon abban az időszakban. A Sekiro első hetében az Egyesült Királyság és az EMEAA (Europe, Middle East, Africa, Asia) listáit egyaránt vezette, megelőzve a Tom Clancy's The Division 2 című játékot. Japánban a játék 157,548 bolti eladással debütált az első hétvégén. A megjelenést követő 10 napon belül több, mint két millió példány kelt el világszerte, ez a szám 2020 júliusára 5 öt millió felé emelkedett.

### Díjak
A játék számos jelölésben részesült, többet meg is nyert, többek közt a The Game Awards, a GameSpot szerkesztőinek, illetve a játékosok által zsűrizett Steam Awards 2019-es év játéka címeit is.
| Év   | Díj                             | Kategória                          | Eredmény |
| ---- | ------------------------------- | ---------------------------------- | -------- |
| 2018 | Game Critics Awards             | Legjobb bemutatás                  | Jelölt   |
| 2018 | Game Critics Awards             | Legjobb eredeti játék              | Jelölt   |
| 2018 | Game Critics Awards             | Legjobb konzoljáték                | Jelölt   |
| 2018 | Game Critics Awards             | Legjobb akció-kalandjáték          | Jelölt   |
| 2018 | Golden Joystick Awards          | Legkívántabb játék                 | Jelölt   |
| 2018 | Gamers' Choice Awards           | Legvártabb játék                   | Jelölt   |
| 2019 | Japan Game Awards               | Kiválóságért járó díj              | Nyert    |
| 2019 | Golden Joystick Awards          | Legjobb látványtervezés            | Jelölt   |
| 2019 | Golden Joystick Awards          | Végső év játéka                    | Jelölt   |
| 2019 | The Game Awards 2019            | Év játéka                          | Nyert    |
| 2019 | The Game Awards 2019            | Legjobb játékrendezés              | Jelölt   |
| 2019 | The Game Awards 2019            | Legjobb művészeti tervezés         | Jelölt   |
| 2019 | The Game Awards 2019            | Legjobb hangtervezés               | Jelölt   |
| 2019 | The Game Awards 2019            | Legjobb akció-kalandjáték          | Nyert    |
| 2020 | 23. Annual D.I.C.E. Awards      | Az év akciójátéka                  | Jelölt   |
| 2020 | 23. Annual D.I.C.E. Awards      | Kiváló játéktervezési teljesítmény | Jelölt   |
| 2020 | Game Developers Choice Awards   | Év játéka                          | Jelölt   |
| 2020 | Game Developers Choice Awards   | Legjobb vizuális művészet          | Jelölt   |
| 2020 | Game Developers Choice Awards   | Legjobb tervezés                   | Jelölt   |
| 2020 | SXSW Awards                     | Az év videó játéka                 | Nyert    |
| 2020 | SXSW Awards                     | Kiváló játékmenet                  | Jelölt   |
| 2020 | SXSW Awards                     | Kiváló szakmai teljesítmény        | Jelölt   |
| 2020 | SXSW Awards                     | Kiváló vizuális teljesítmény       | Nyert    |
| 2020 | 16. British Academy Game Awards | Legjobb játék                      | Jelölt   |
| 2020 | 16. British Academy Game Awards | Animáció                           | Jelölt   |
| 2020 | 16. British Academy Game Awards | Játéktervezés                      | Jelölt   |
| 2020 | 16. British Academy Game Awards | Szakmai teljesítmény               | Jelölt   |

## Fordítás
Ez a szócikk részben vagy egészben  a   Shadows Die Twice című angol Wikipédia-szócikk fordításán alapul.  Az eredeti cikk szerkesztőit annak laptörténete sorolja fel. Ez a jelzés csupán a megfogalmazás eredetét és a szerzői jogokat jelzi, nem szolgál a cikkben szereplő információk forrásmegjelöléseként.